# 迪纳摩体育协会 (俄罗斯)
迪纳摩体育协会（俄语：Спортивное общество «Динамо»）是俄罗斯的一个综合体育协会，成立于1923年，隶属于前苏联及今俄罗斯联邦的内务和国家安全部门，曾为苏联及俄罗斯培养了众多职业运动员。目前，迪纳摩体协是俄罗斯规模最大的体育组织之一，在俄罗斯各联邦主体均有活动，在各地开办有众多不同体育项目的俱乐部和队伍。
苏联解体后，原迪纳摩体协的后继组织在俄罗斯、乌克兰、哈萨克斯坦等国延续至今，并保持与国家安全、执法部门的特殊关系；东欧前社会主义国家也曾效仿苏联模式，各自建立了由内务和国家安全部门支持和赞助的迪纳摩体协。现今前苏联及东欧国家仍有众多曾隶属迪纳摩体协、并以之得名的若干足球及其它体育项目俱乐部。

## 命名
“迪纳摩”（羅馬化：Dinamo）原义为直流发电机，源出于希腊语，这一名称是由时任莫斯科区国家政治保卫局部队政治秘书处负责人列昂尼德·内多利亚-贡恰连科提出的，他早年曾在迪纳摩电机厂做工人，他认为这一名称富于活力和运动感。此后百年间，迪纳摩体育协会的全名曾多次变更，但“迪纳摩”一名从未改变。
1932年，知名作家高尔基对“迪纳摩”一词作了新的阐释。他在从意大利返回苏联前夕被选为迪纳摩体协荣誉会员，为此，他向其家乡下诺夫哥罗德（后于同年改名为高尔基）的迪纳摩运动员致信。他在信中提出：
|  | Мне хочется напомнить динамовцам, что греческое слово «дина» значит — сила, «динамика» — движение, а динамит — взрывчатое вещество. «Динамо» — это сила в движении, призванная взорвать и разрушить в прах и пыль всё старое, гнилое, грязное, всё, что затрудняет рост нового, разумного, чистого и светлого, — рост всепролетарской, социалистической культуры. 我想要提醒迪纳摩的运动员们，希腊语中“дина”（罗马化：dina）是力量的意思，“динамика”（罗马化：dinamika）是运动的意思，而“динамит”（罗马化：dinamit）的意思是炸药。“迪纳摩”（Динамо）是一种运动的力量，旨在将一切陈旧的、腐朽的、肮脏的，一切阻碍新生的、合理的、纯洁的、光明的——亦即全无产阶级的社会主义文化——发展的东西炸毁，化为灰烬。 |

此后，“运动与团结中的力量”（俄语：Сила в движении и единстве）被迪纳摩体协定为协会格言。

## 历史

### 创建与发展

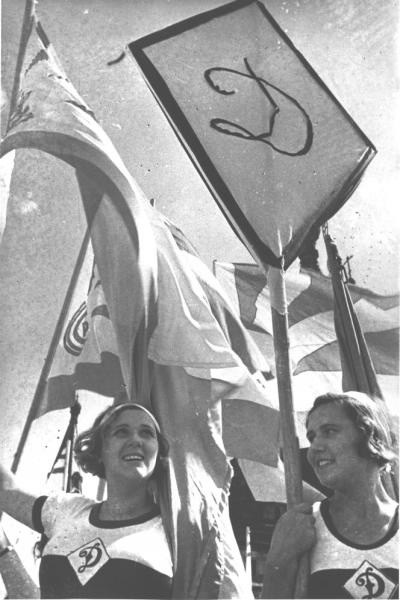
迪纳摩体育协会成员在活动中，1935年

1922年，俄国内战基本结束后，苏维埃高层开始注重体育事业的发展。1923年4月18日，在费利克斯·捷尔任斯基等人的支持下，“莫斯科迪纳摩无产阶级体育协会”（俄语：Московское пролетарское спортивное общество «Динамо»）在原国家政治保卫局（缩写：ГРУ，即“格别乌”）体育协会的基础上成立，这是苏维埃当局取缔旧制度下的“资产阶级体育俱乐部”后成立的首个无产阶级体育协会；捷尔任斯基任协会名誉主席。
成立后，迪纳摩体协迅速在苏联各地建立起分支机构以及足球等体育项目的俱乐部，至1929年，已在全联盟200多个城市设有分支机构。协会不仅承担为国家政治保卫局及其后继的内务人民委员会/内务部、国家安全委员会（克格勃）等国家安全部门雇员提供体育运动、锻炼和培训的任务，也负责群众和青少年体育运动的发展。
1926年，莫斯科迪纳摩足球俱乐部运动员亚历山大·鲍里索夫（俄语：Александр Борисов）为迪纳摩体协设计了新的标志，即蓝边白色菱形，中心书写有大写草书字母“Д”；这一标志沿用至今。
1928年，莫斯科迪纳摩体育场建成。
1929年，首届全联盟迪纳摩体协足球锦标赛举行，共有40多支来自全苏联各地的迪纳摩足球俱乐部参加。在决赛中，莫斯科迪纳摩以4∶3击败乌克兰迪纳摩。
1934年，青少年体育组织“青年迪纳摩”成立。
1937年，迪纳摩体协因对体育事业作出的杰出贡献而被授予苏联最高等级荣誉勋章——列宁勋章。
1939年，各地方的“迪纳摩无产阶级体育协会”合并为全苏迪纳摩体育文化与体育运动协会，实行集中管理。同年，莫斯科全部的体育设施，包括体育场馆、医疗保健机构等均被划归迪纳摩的莫斯科分支机构管理。
1941年，苏德战争爆发，迪纳摩体育协会中央委员会转移至喀山。同年，苏联内务人民委员会在莫斯科迪纳摩体育场组建了“特种独立摩托化步兵旅”（ОМСБОН），负责执行情报、破坏、敌后游击等任务，其中部分成员是迪纳摩体协成员；莫斯科迪纳摩体育场被用作狙击手训练靶场。

### 二战后

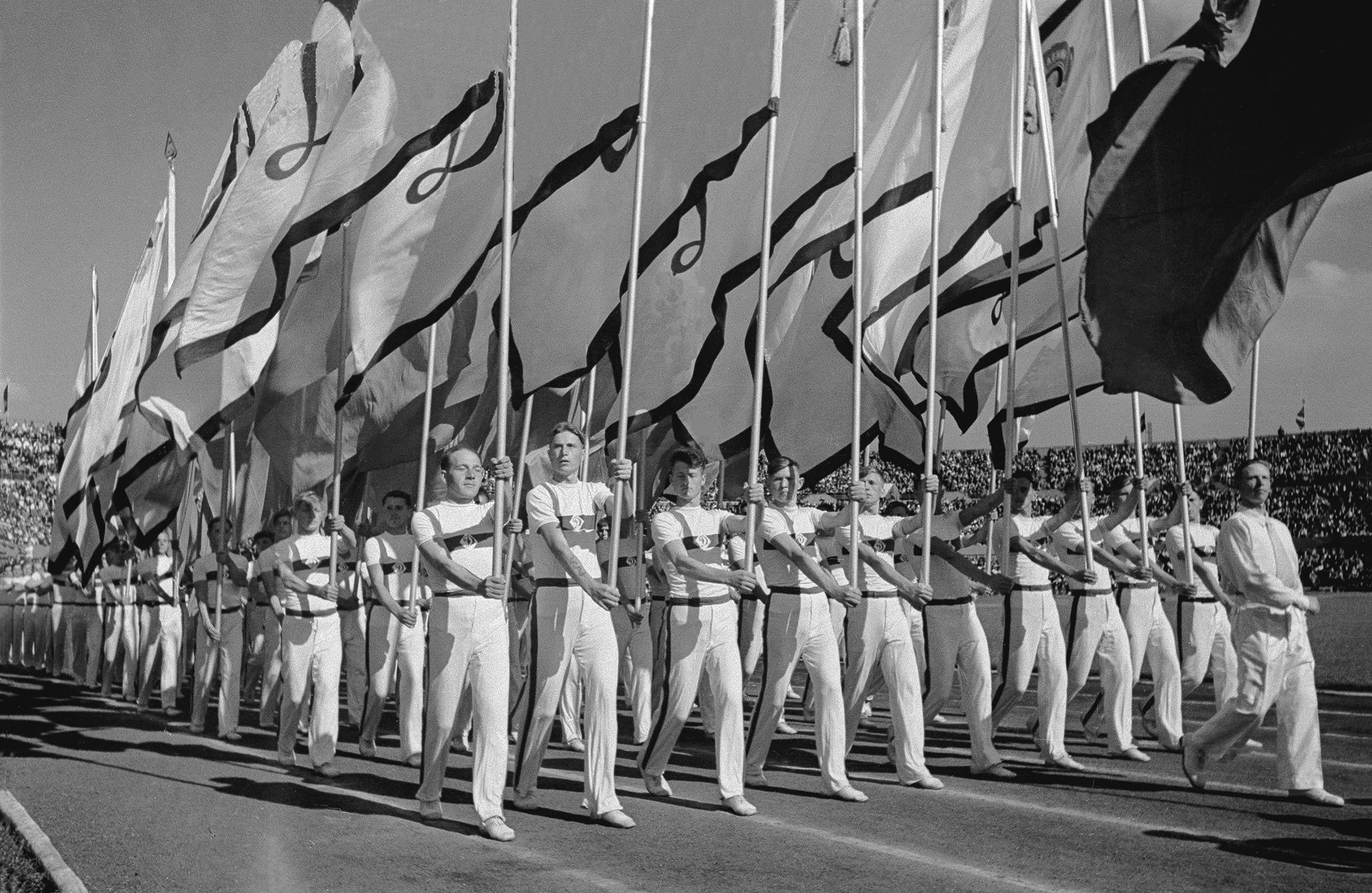
莫斯科建城800周年庆典上手持迪纳摩体育协会旗帜的游行队伍，1947年

1945年，二战结束后，莫斯科迪纳摩获得了战后首届苏联顶级足球联赛的冠军，这是其第四次获得联赛冠军。同年，迪纳摩体协以莫斯科迪纳摩为主体，组建了一支迪纳摩联队赴英国访问，参加友谊赛。
战后，至1952年，迪纳摩体协在全国重建或新建了17万多个体育设施。1952年赫尔辛基奥运会，苏联首次派出代表团参加奥运会，在代表团的295名运动员中，有57名来自迪纳摩体育协会。
在苏联国内和国际上，迪纳摩体协下属的体育俱乐部取得了出色成绩。例如，基辅迪纳摩足球俱乐部曾获1974-75和1985-86两届欧洲优胜者杯冠军；莫斯科迪纳摩女排曾在20世纪六七十年代获得11届欧洲女排冠军杯冠军；阿拉木图迪纳摩曲棍球俱乐部曾获1982、1983两届欧洲曲棍球冠军杯冠军。
1960年，俄罗斯苏维埃联邦社会主义共和国迪纳摩委员会成立，负责管理原由迪纳摩中央委员会直接管辖的俄罗斯共和国境内的事务及下属机构，与其它加盟共和国的迪纳摩组织平级。是为今俄罗斯迪纳摩体协的直接前身。

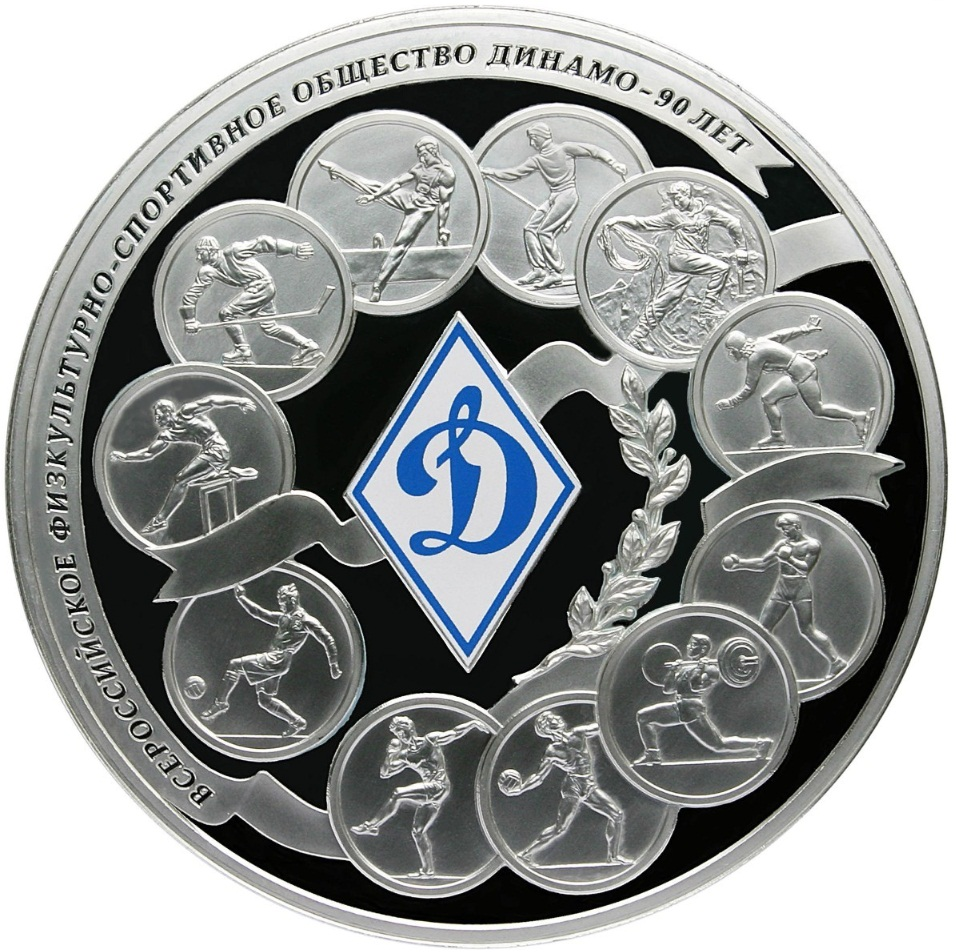
俄罗斯迪纳摩体育协会成立90周年纪念币，2013年

截至1988年初，迪纳摩体育协会在全国共有体育场3799个、足球场85500个、体育馆8万多个、游泳池2295个，其中室内游泳池1598个。
在苏联时期，迪纳摩体育协会与中央陆军俱乐部、中央海军俱乐部等均属于部属体育协会，由国家部门或武装力量直接管理并出资。其它体育协会，如斯巴达克、火车头或地区性体育协会等则为志愿体育协会，由各行业工会管理并出资。其它前社会主义国家也有相似的模式和体制。作为资源最雄厚，实力最强大的两个体育组织，迪纳摩与中央陆军之间长期具有明显的竞争关系。

### 苏联解体后
苏联解体后，各前苏联加盟共和国的迪纳摩体协开始各自独立运作。其各自下属的体育俱乐部中，有些继续由所在国迪纳摩体协开办；有些转为私营俱乐部，然而许多仍在名称中保留了“迪纳摩”的字样，以表明其在历史上的联系；有些则先后停止活动。

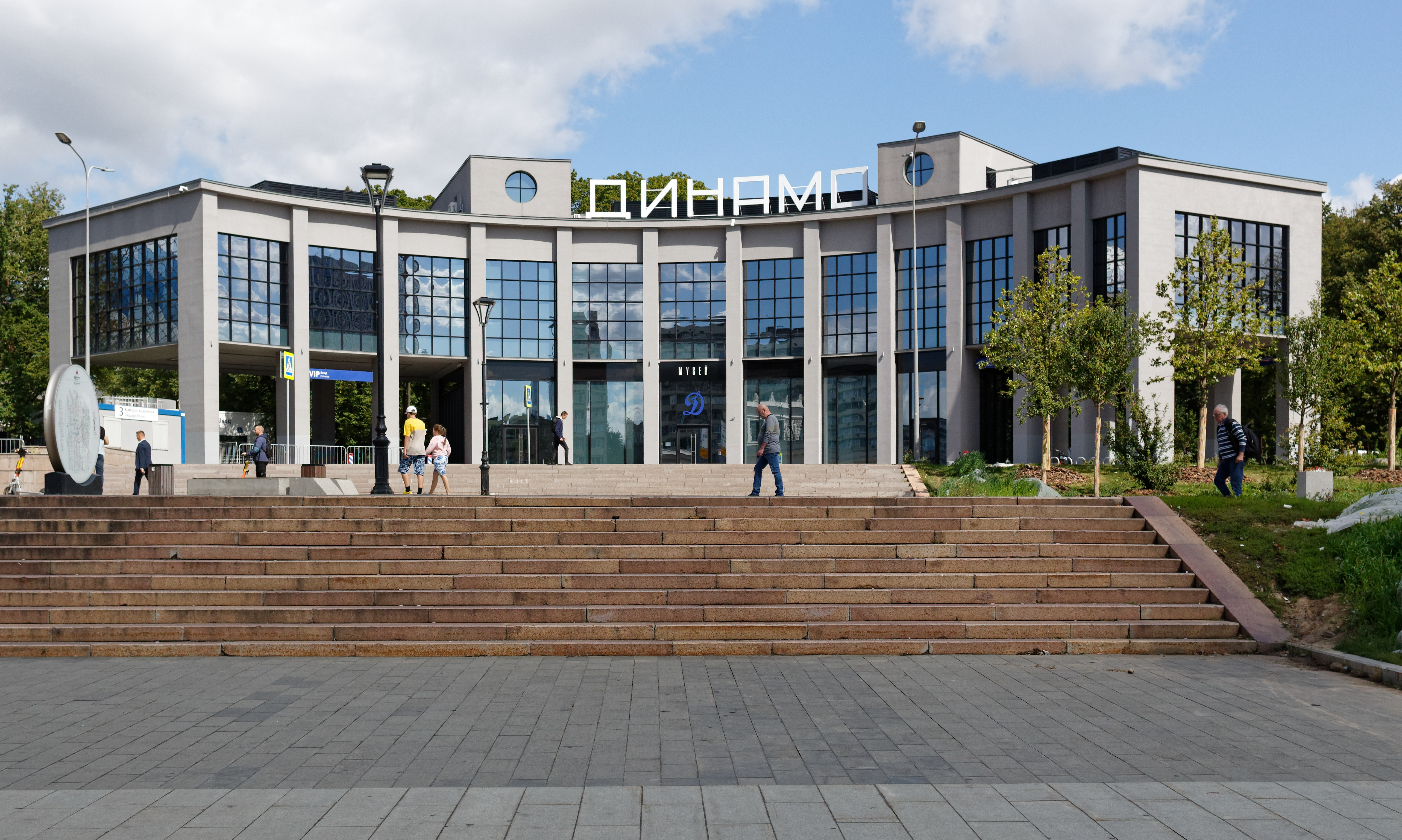
迪纳摩博物馆

截至2022年，俄罗斯迪纳摩体育协会在全国共有82个区域性组织、73支职业运动队伍、882个成人体育部门、553个儿童体育部门、148个体育设施，开展70项体育运动。迪纳摩体协仍保持着与安全和执法机构的密切关系，为其人员提供体育锻炼和体能训练。2023年，迪纳摩体育协会成立100周年之际，俄罗斯联邦向俄罗斯迪纳摩体协授予亚历山大·涅夫斯基勋章。同年，迪纳摩博物馆在莫斯科开馆。

## 知名运动员
迪纳摩体育协会向前苏联和俄罗斯输送了大量职业运动员，其运动员在国内、欧洲及国际大赛频繁取得成绩。以2020年东京奥运会为例，在俄罗斯奥委会代表团的336名运动员中，有93名来自迪纳摩体育协会；在代表团获得的71枚奖牌（20金、28银、23铜）中，来自迪纳摩体育协会的运动员贡献了29枚（10金、12银、7铜）。
以下是小部分隶属于迪纳摩体育协会的前苏联和俄罗斯运动员：
- 伊凡·乌多多夫（英语：Ivan Udodov）（举重）——苏联首位举重奥运冠军、世界冠军
- 柳德米拉·图里谢娃（英语：Ludmilla Tourischeva）（竞技体操）

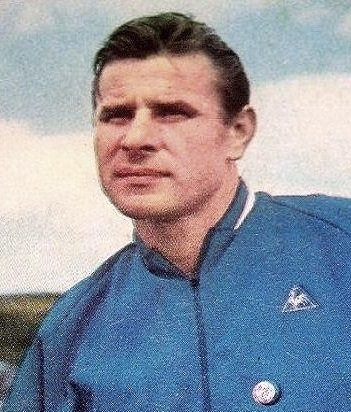
列夫·雅辛（足球）——唯一一位守门员金球奖获得者
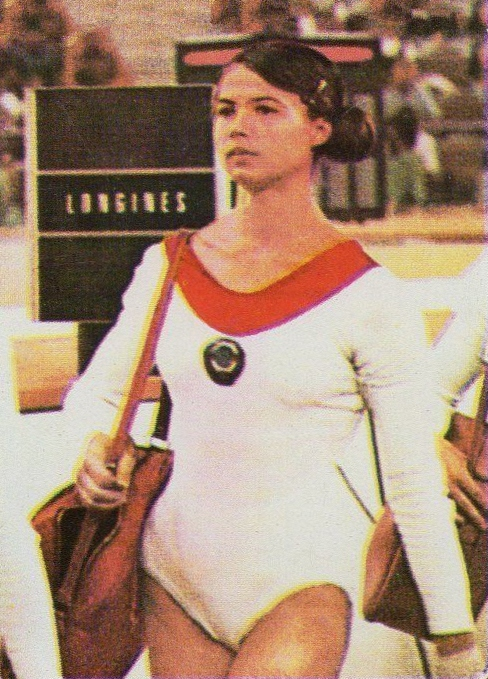
柳德米拉·图里谢娃

- 维塔利·达维多夫（英语：Vitali Davydov）（冰球）
- 亚历山大·吉洪诺夫（英语：Alexander Tikhonov）（冬季两项）
- 米哈伊尔·沃罗宁（英语：Mikhail Voronin）（竞技体操）
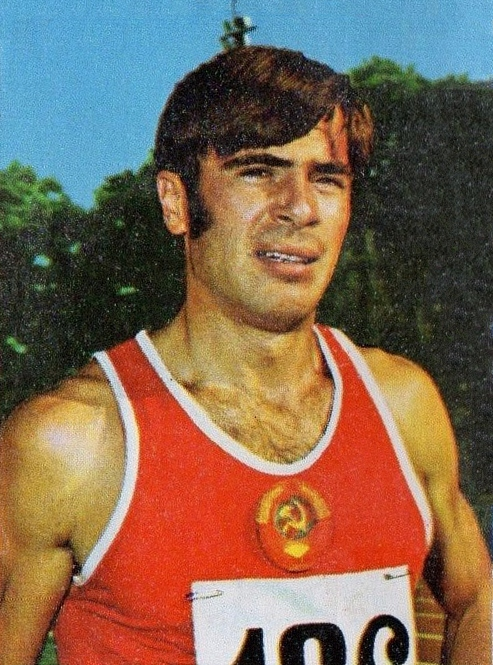
维克托·萨涅耶夫（田径）
- 尼古拉·巴尔博辛（英语：Nikolay Balboshin）（古典式摔跤）
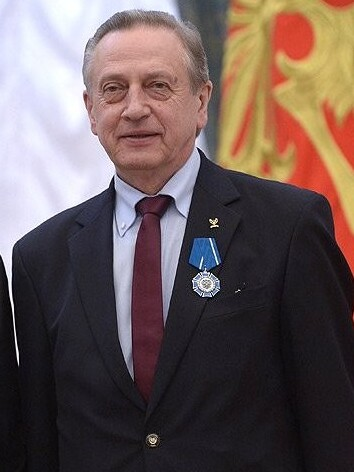
亚历山大·戈尔什科夫（英语：Aleksandr Gorshkov (figure skater)）（花样滑冰）
- 瓦列里·博尔佐夫（田径）
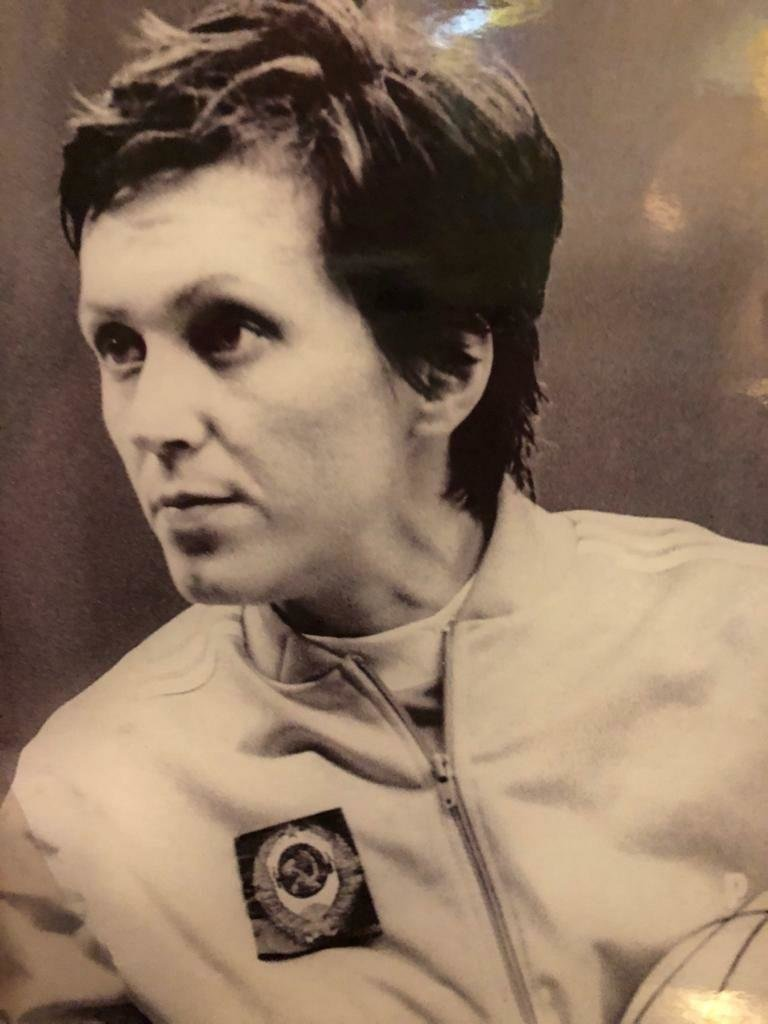
塔季扬娜·奥维奇金娜（英语：Tatyana Ovechkina）（篮球）

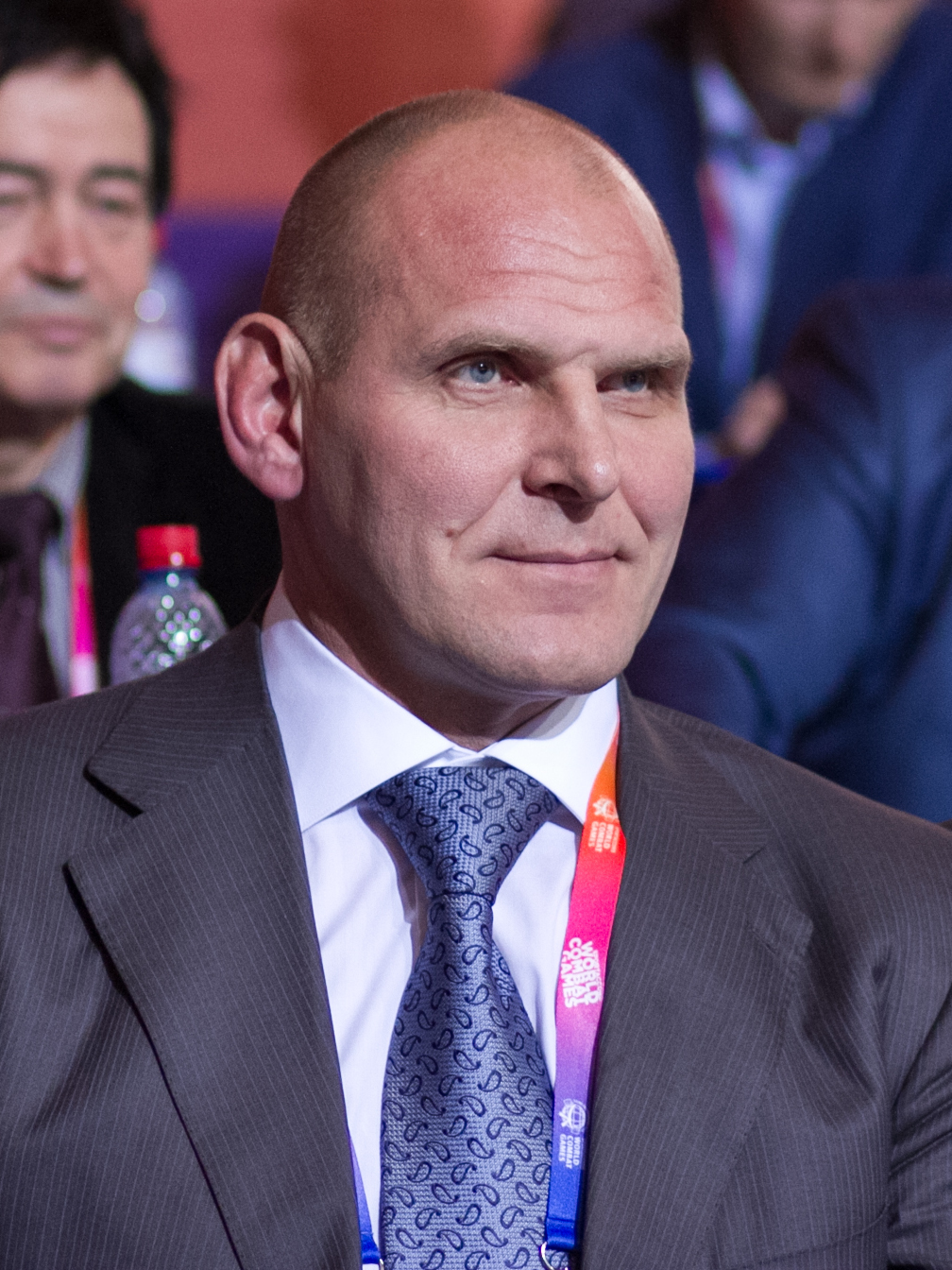
亚历山大·卡列林（古典式摔跤）
- 安菲莎·雷佐娃（英语：Anfisa Reztsova）（冬季两项、越野滑雪）
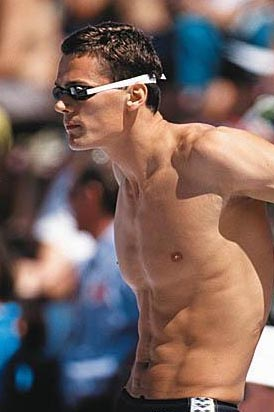
亚历山大·波波夫（游泳）
- 瓦季姆·古泽特（击剑）
- 瓦列里·柳金（英语：Valeri Liukin）（竞技体操）
- 娜塔莉亚·沙波什尼科娃（英语：Natalia Shaposhnikova）（竞技体操）
- 大卫·布龙斯坦（国际象棋）
- 奥莉加·布雷兹金娜（田径）
- 安德烈·莫伊谢耶夫（英语：Andrey Moiseyev）（现代五项）
- 埃琳娜·扎莫洛德奇科娃（英语：Elena Zamolodchikova）（竞技体操）
- 叶夫根尼·卡费尔尼科夫（网球）
- 阿列克谢·扎姆诺夫（英语：Alexei Zhamnov）（冰球）
- 娜塔莉娅·伊什琴科（花样游泳）
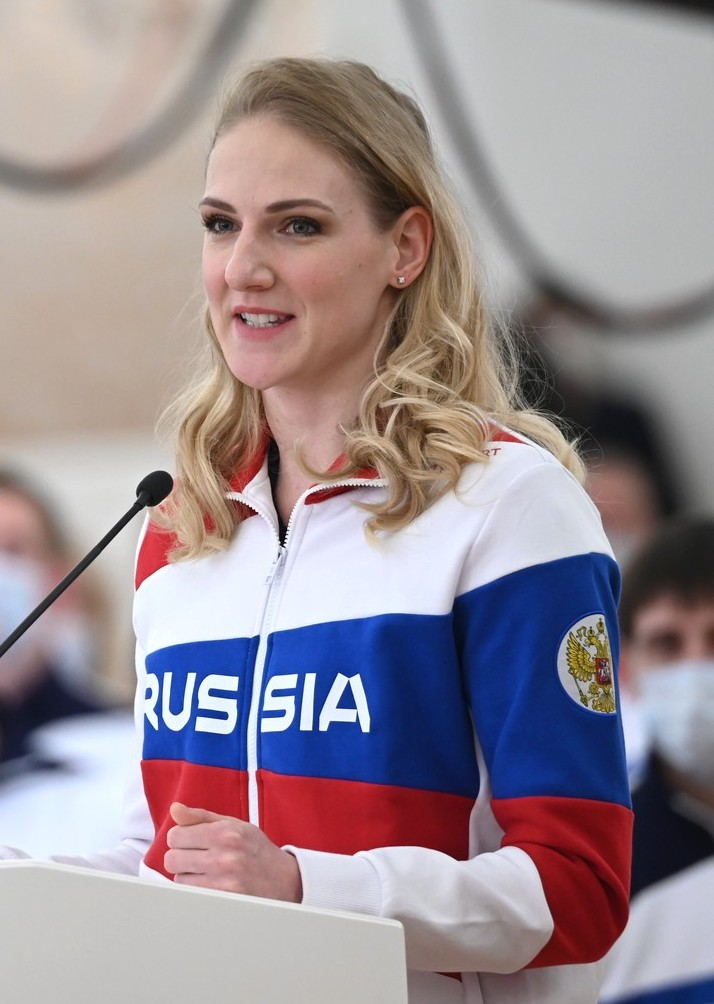
斯韋特蘭娜·（花样游泳）
- 謝爾蓋·格蘭金（排球）
- 阿琳娜·卡巴耶娃（艺术体操）
- 伊利亚·扎哈罗夫（跳水）
- 维多利亚·科莫娃（竞技体操）
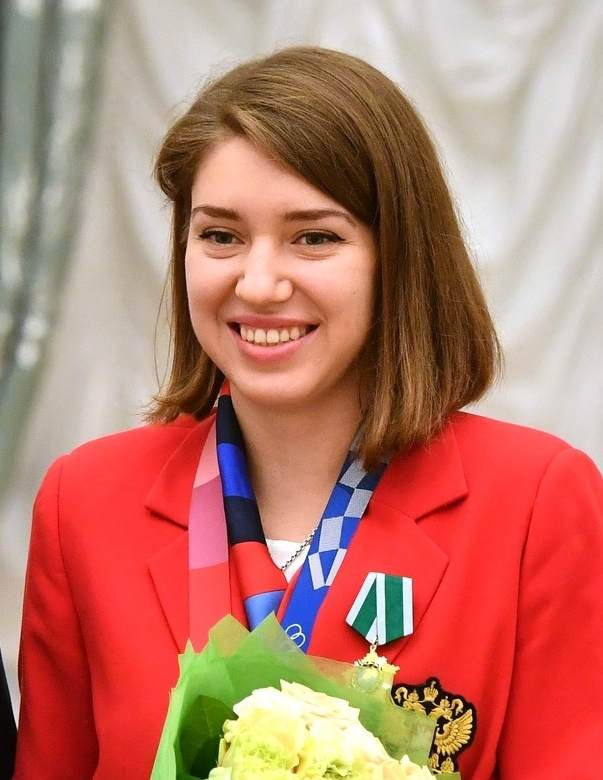
维塔利娜·巴察拉什金娜（射击）
- 哈桑·哈尔穆尔扎耶夫（柔道）
- 阿纳斯塔西娅·布利兹纽克（艺术体操）
- 叶夫根尼·雷洛夫（游泳）
- 丹尼斯·阿布利亚津（竞技体操）
- 弗拉基米尔·格里戈里耶夫（短道速滑）
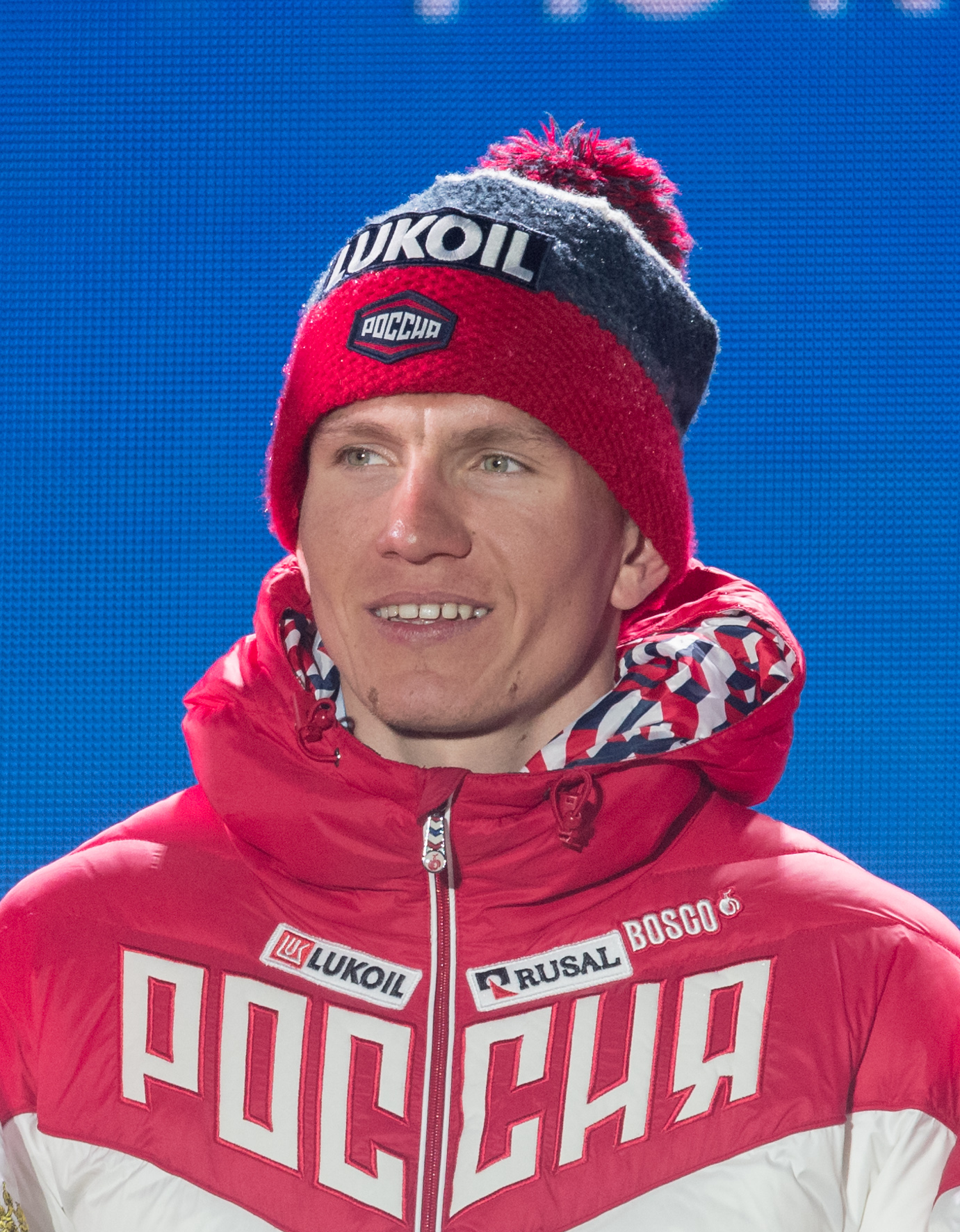
亚历山大·博利舒诺夫（越野滑雪）

- 列夫·雅辛
- 柳德米拉·图里谢娃（英语：Ludmilla Tourischeva）
- 维克托·萨涅耶夫
- 亚历山大·戈尔什科夫（英语：Aleksandr Gorshkov (figure skater)）
- 塔季扬娜·奥维奇金娜（英语：Tatyana Ovechkina）

- 亚历山大·卡列林
- 亚历山大·波波夫
- 斯韋特蘭娜·
- 维塔利娜·巴察拉什金娜
- 亚历山大·博利舒诺夫

## 相关组织和体育俱乐部
包括俄罗斯在内的前苏联加盟国以及前东欧社会主义国家都仍保留有大量以“迪纳摩”命名的体育组织和俱乐部，以下列表仅列出一部分。俄罗斯之外（曾）隶属于迪纳摩体育协会或以“迪纳摩”命名的俱乐部，不列于此处。

### 体育协会
前苏联加盟国的迪纳摩体育协会：
- 迪纳摩体育协会 (乌克兰)（乌克兰语：ФСТ «Динамо» України）
- 迪纳摩体育协会 (白俄罗斯)
- 迪纳摩体育协会 (哈萨克斯坦)（俄语：Динамо (спортивное общество, Казахстан)）

前东欧社会主义国家的迪纳摩体育协会：
- 迪纳摩体育协会 (民主德国)
- 迪纳摩体育协会 (罗马尼亚)（罗马尼亚语：CS Dinamo Bucureşti）

### 俱乐部
俄罗斯境内（曾）隶属于迪纳摩体育协会的俱乐部：
- 足球：
  - 莫斯科迪纳摩足球俱乐部
  - 馬哈奇卡拉戴拿模足球會
  - 聖彼得堡迪納摩足球會
  - 斯塔夫羅波爾迪納摩足球會
  - 布良斯克迪納摩足球會
  - 巴爾瑙爾迪納摩足球會
  - 基洛夫戴拿模足球會
- 冰球：
  - 莫斯科迪纳摩冰球俱乐部
- 排球：
  - 莫斯科迪纳摩排球俱乐部（英语：VC Dynamo Moscow）
  - 雪豹迪纳摩女子排球俱乐部（英语：WVC Dynamo Kazan）（曾用名“喀山迪纳摩女子排球俱乐部”）
  - 莫斯科迪纳摩女子排球俱乐部（英语：WVC Dynamo Moscow）
- 篮球：
  - 莫斯科迪纳摩篮球俱乐部（英语：MBC Dynamo Moscow）（已解散；现为业余俱乐部）
  - 莫斯科迪纳摩女子篮球俱乐部（英语：WBC Dynamo Moscow）
  - 库尔斯克迪纳摩女子篮球俱乐部（英语：Dynamo Kursk）
  - 新西伯利亚迪纳摩女子篮球俱乐部（英语：WBC Dynamo Novosibirsk）
- 手球：
  - 伏尔加格勒迪纳摩女子手球俱乐部（英语：Dinamo Volgograd）

### 其它相关体育组织
- 莫斯科中央陆军体育俱乐部
- 斯巴达克体育协会 (俄罗斯)（英语：Spartak (sports society)）
- 火车头体育协会 (俄罗斯)（英语：Lokomotiv (sports society)）
- 泽尼特体育协会 (苏联)（英语：Zenit (sports society)）

## 图集

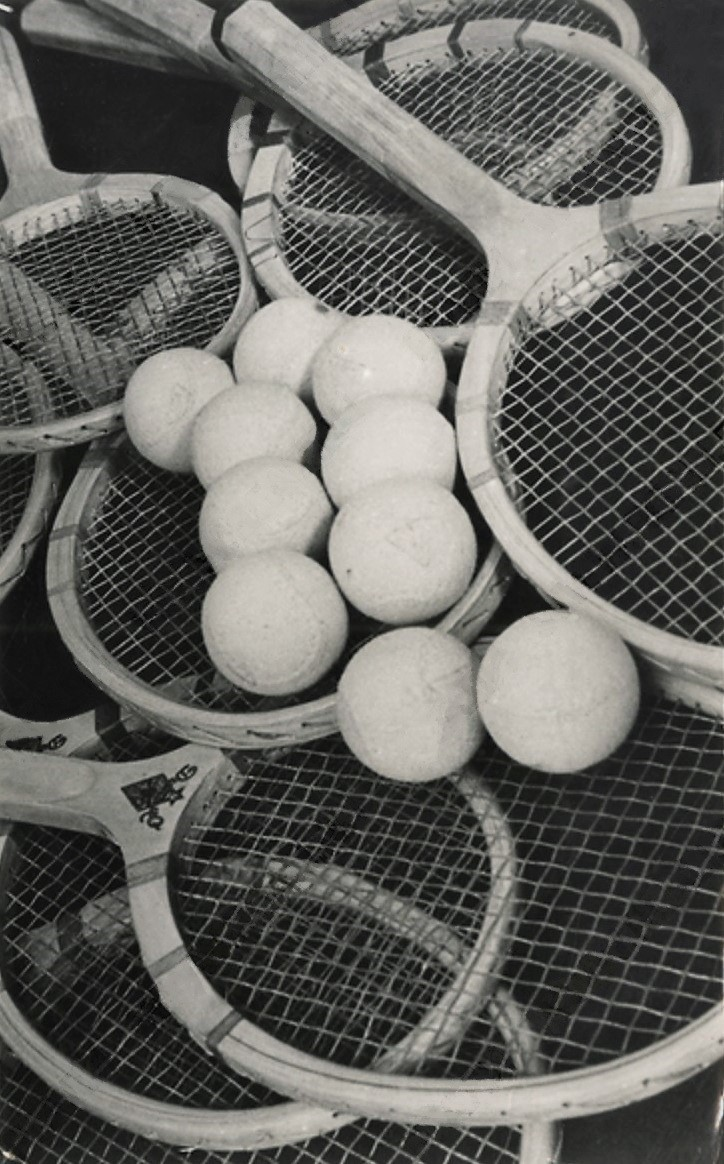
带有迪纳摩体育协会徽标的网球拍，1930年代
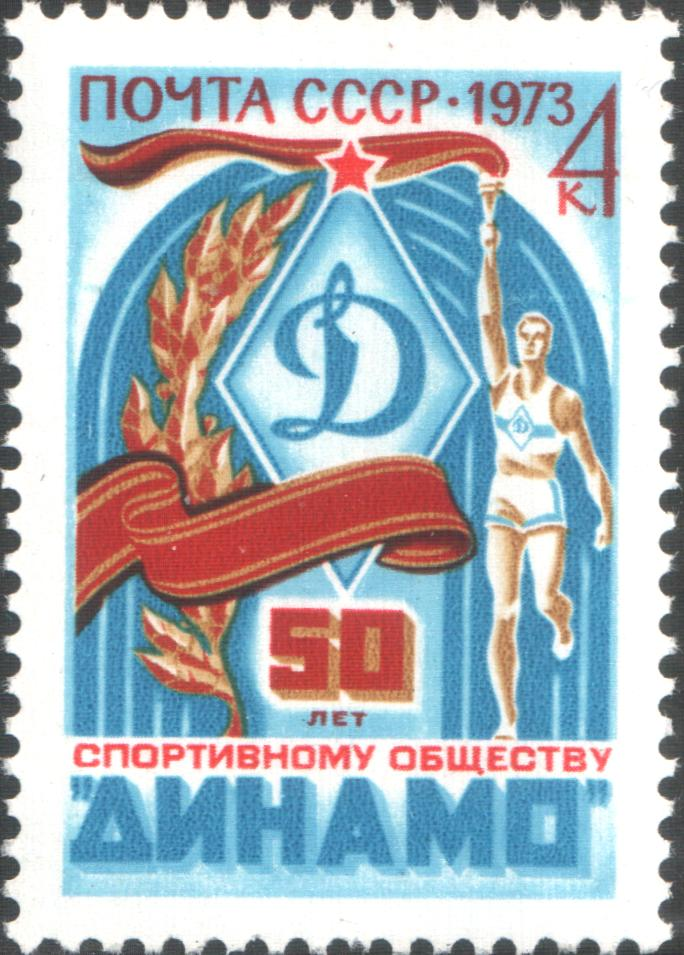
迪纳摩体育协会成立50周年纪念邮票，1973年
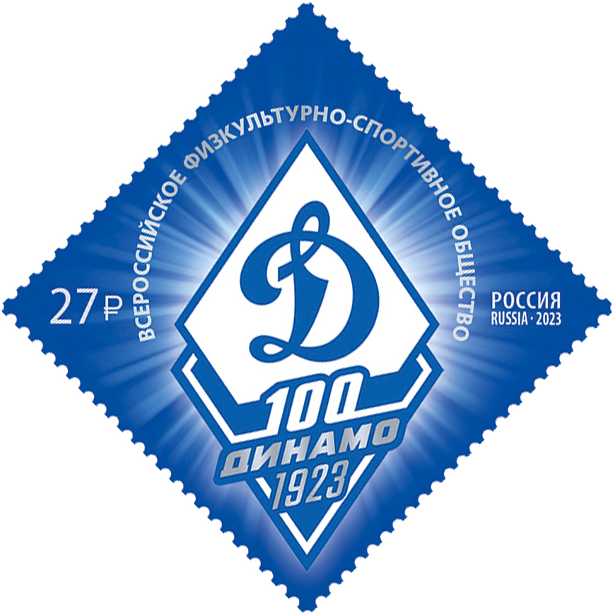
俄罗斯迪纳摩体育协会成立100周年纪念邮票，2023年
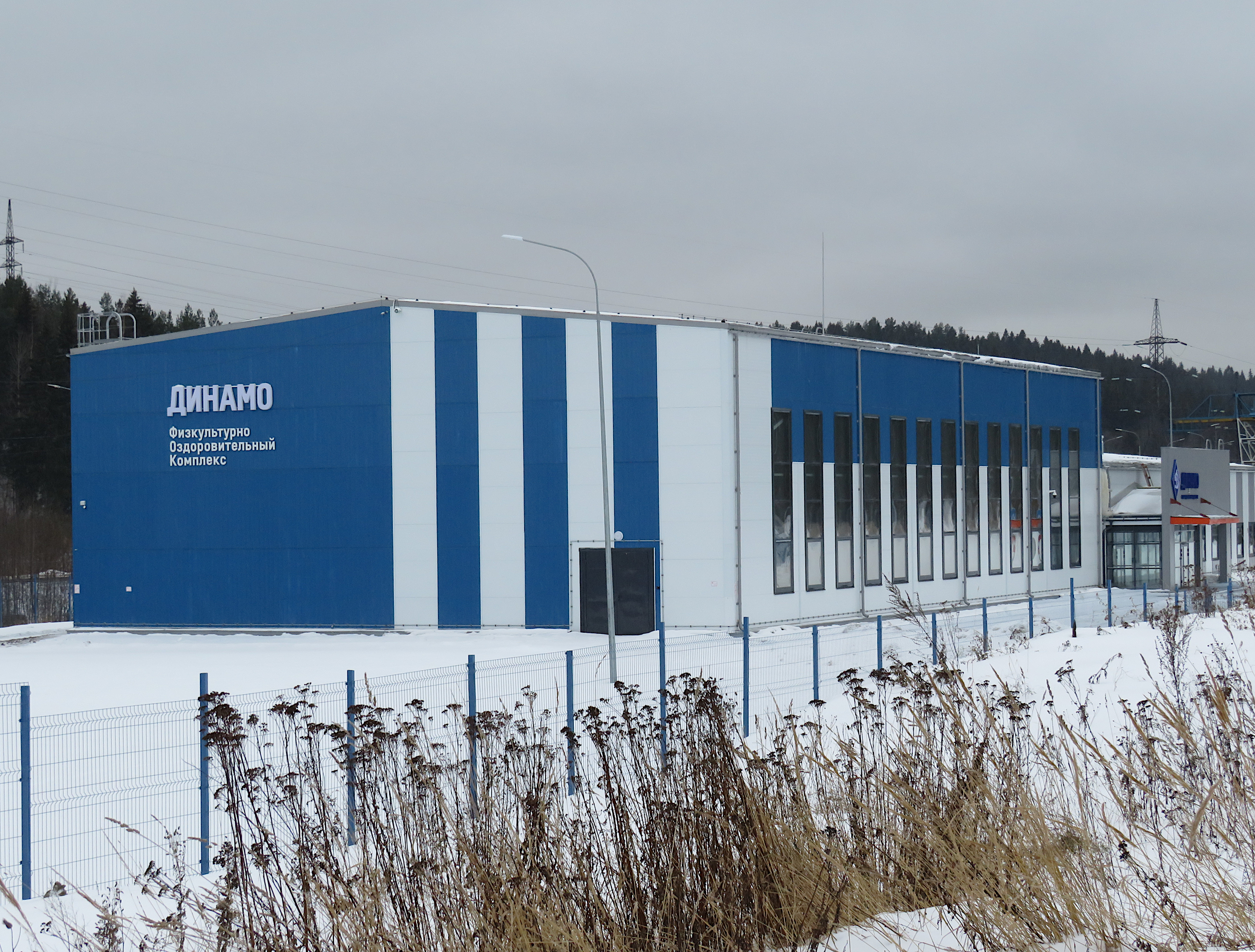
彼得罗扎沃茨克的迪纳摩体协运动中心
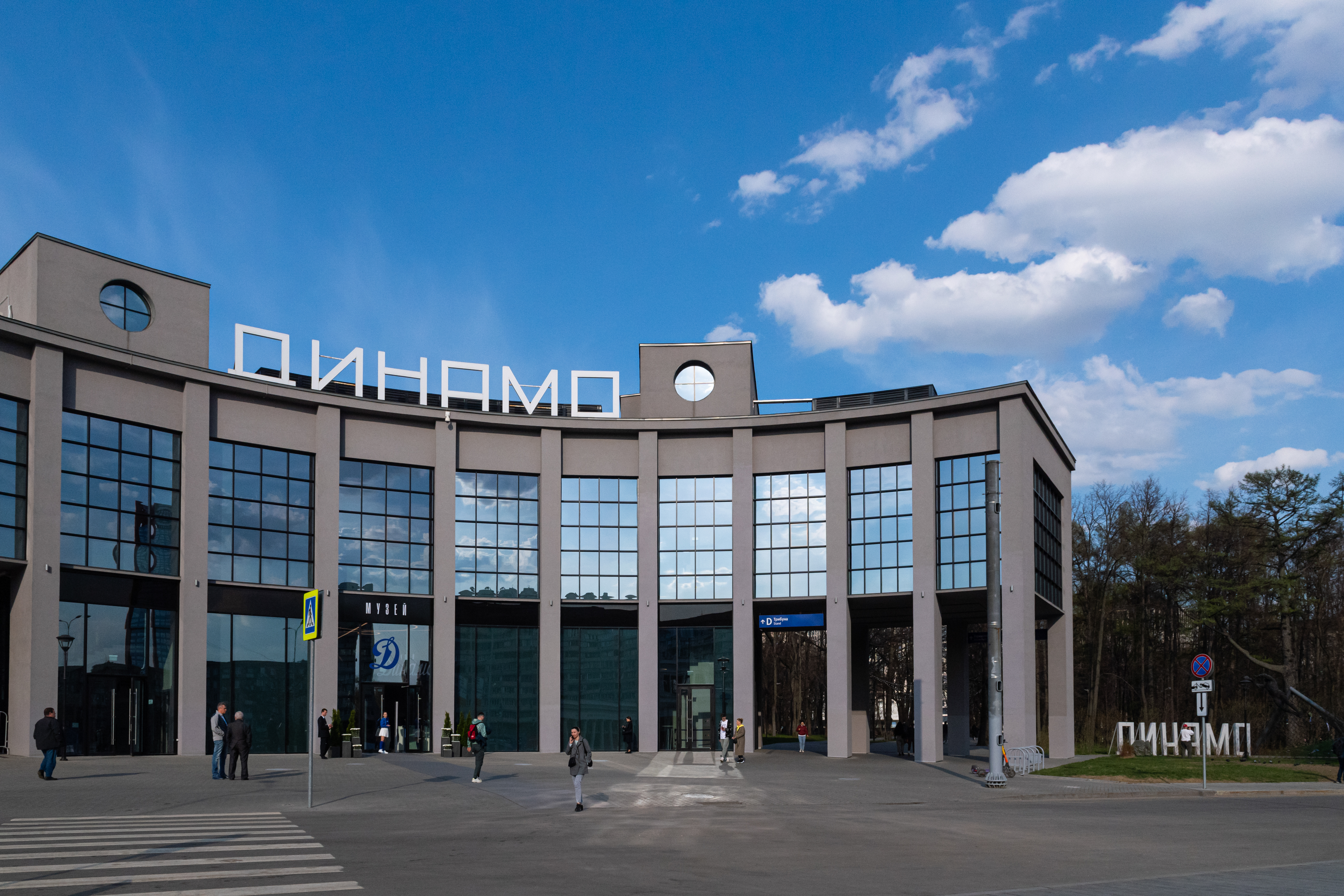
迪纳摩博物馆
迪纳摩博物馆展厅内景